# Say Say Say
Say Say Say è una canzone del cantante britannico Paul McCartney cantata in duetto con Michael Jackson, estratta come primo singolo dall'album di McCartney, Pipes of Peace il 3 ottobre 1983 e prodotta da George Martin. È il secondo duetto di successo McCartney-Jackson dopo The Girl Is Mine, quest'ultimo contenuto nell'album Thriller di Jackson dell'anno precedente.
Il singolo rimase sei settimane in cima alla classifica generale di Billboard tra la fine del 1983 e l'inizio del 1984 preceduto da All Night Long di Lionel Richie e seguito da Owner of A Lonely Heart degli Yes.

## Descrizione

### Registrazione
Il brano venne composto da McCartney alla chitarra acustica, mentre Jackson contribuì con buona parte del testo. I due ne fecero una demo e la base strumentale della canzone venne incisa nella primavera 1982 ai Cherokee Studios: Nathan Watts suonò il basso.

### Significato
La canzone parla di un ragazzo innamorato che supplica una ragazza e la disprezza allo stesso tempo per aver spezzato il suo cuore. La natura bipolare della canzone si presta al formato del duetto, con i versi di McCartney che sembrano abbastanza ragionevoli («Non giocare con il mio affetto ...») mentre Jackson è la voce della disperazione («Sono fermo qui, battezzato nelle mie stesse lacrime...»).

## Video musicale
Il videoclip del brano fu girato a Los Alamos, in California, a soli 13 minuti di macchina dal Neverland Valley Ranch, che all'epoca ancora non esisteva con questo nome. Jackson proprio durante le riprese di questo video si innamorò di quella valle che qualche anno dopo divenne la sua residenza personale. Fu girato all'Union Hotel e alla Victorian Mansion di Los Alamos, costruiti entrambi nel 1880. Fu diretto da Bob Giraldi, che aveva già realizzato lo stesso anno il video musicale di Jackson per Beat It. Nella clip vi sono dei cammei dell'allora moglie di McCartney, Linda, della sorella di Jackson, La Toya e dello stesso regista nella parte di un uomo che gioca coi due protagonisti a biliardo. Il video costò circa 500.000 dollari, un record per l'epoca, che verrà superato due mesi dopo dal video di Thriller dello stesso Jackson.
La trama del video venne da un'idea di Giraldi, che immaginò i due protagonisti, Mac e Jack, come dei truffatori del west americano che vendevano dei finti toccasana a degli ignari campagnoli e che, tra una truffa e l'altra, eseguivano spettacoli di vaudeville. Alla fine del video, però, Jackson e McCartney si rivelavano essere in realtà delle specie di Robin Hood, portando i soldi guadagnati ad un orfanotrofio dove intrattenevano anche i bambini.
Il regista raccontò: «Paul era terribilmente insicuro nell'apparire accanto a Michael in termini di danza. E chi non lo sarebbe se dovesse salire sul palco ed essere coreografato accanto a Michael Jackson?». Riguardo ai due artisti ha aggiunto inoltre: «In tutti i miei anni di lavoro nel cinema e nelle pubblicità ho lavorato con alcune delle peggiori prime donne e superstar di tutti i tempi ma Paul e Michael non erano così».

## Versione remix e nuovo video del 2015
Nel 2015, in occasione della riedizione dell'album Pipes of Peace di McCartney, venne resa disponibile per il download digitale la nuova versione remixata del pezzo, con le strofe di Jackson e McCartney con un'alternanza invertita rispetto alla versione originale e con l’incisione di nuove parti strumentali, accompagnata da un nuovo video in bianco e nero diretto e coreografato da Ryan Heffington, coreografo e regista per Lady Gaga e famoso per i video Elastic Heart e Chandelier di Sia.  
Questa versione aggiornata del video evita la trama a favore della danza e vede come protagonisti una compagnia di ragazzi che ballano tra le strade di una città. Di tale singolo, e sempre nel 2015, fu indetto un contest canoro da parte di Paul McCartney e della MPL Communications, per la produzione di un fan-video dedicato al brano, a cui parteciparono diversi candidati da tutto il mondo. Coloro che superarono il provino furono inclusi poi nella messa a punto finale del videoclip, pubblicato il 25 dicembre 2015, su YouTube e canali social del cantante.

## Classifiche

### Classifiche settimanali
| Classifica (1983/84)             | Posizione massima |
| -------------------------------- | ----------------- |
| Australia                        | 4                 |
| Austria                          | 10                |
| Belgio (Fiandre)                 | 2                 |
| Canada                           | 1                 |
| Europa                           | 1                 |
| Finlandia                        | 1                 |
| Francia                          | 2                 |
| Germania                         | 12                |
| Irlanda                          | 3                 |
| Italia                           | 1                 |
| Norvegia                         | 1                 |
| Nuova Zelanda                    | 10                |
| Paesi Bassi                      | 8                 |
| Regno Unito                      | 2                 |
| Spagna                           | 1                 |
| Stati Uniti                      | 1                 |
| Stati Uniti (adult contemporary) | 3                 |
| Stati Uniti (dance club)         | 2                 |
| Stati Uniti (R&B)                | 2                 |
| Sudafrica                        | 3                 |
| Svezia                           | 1                 |
| Svizzera                         | 2                 |

### Classifiche di fine anno
| Classifica (1983) | Posizione |
| ----------------- | --------- |
| Australia         | 57        |
| Belgio (Fiandre)  | 19        |
| Canada            | 53        |
| Francia           | 14        |
| Regno Unito       | 22        |
| Classifica (1984) | Posizione |
| Canada            | 39        |
| Italia            | 6         |
| Spagna            | 4         |
| Stati Uniti       | 3         |
| Sudafrica         | 14        |

### Classifiche di fine decennio
| Classifica (1980-89) | Posizione |
| -------------------- | --------- |
| Stati Uniti          | 8         |